# Синтанг
Си́нтанг — город на западе острова Калимантан в Индонезии. Является административным центром округа Синтанг в провинции Западный Калимантан.
В городе находится центр местной католической епархии. Синтанг стоит на месте впадения реки Мелави в реку Капуас, впадающей в Южно-Китайское море.
Население — 40 тыс. чел. (2012).
Основное население города составляют даяки, есть также китайский квартал.